# Енебей-Урсаевский сельсовет
Енебей-Урсаевский сельсовет — муниципальное образование в Миякинском районе Башкортостана.
Административный центр — село Енебей-Урсаево.

## История
Согласно Закону о границах, статусе и административных центрах муниципальных образований в Республике Башкортостан имеет статус сельского поселения.

## Население
| 2002 | 2009  | 2010 | 2012 | 2013 | 2014 | 2015 |
| ---- | ----- | ---- | ---- | ---- | ---- | ---- |
| 1094 | ↗1109 | ↘865 | ↘841 | ↘810 | ↘770 | ↘719 |
| 2016 | 2017  | 2018 |      |      |      |      |
| ↘678 | ↘641  | ↘633 |      |      |      |      |

## Состав сельского поселения
| № | Населённый пункт | Тип населённого пункта       | Население |
| - | ---------------- | ---------------------------- | --------- |
| 1 | Енебей-Урсаево   | село, административный центр | ↘285      |
| 2 | Сафарово         | деревня                      | ↘288      |
| 3 | Сатаево          | деревня                      | ↘136      |
| 4 | Туксанбаево      | деревня                      | ↘128      |
| 5 | Русское Урсаево  | деревня                      | ↘28       |

## Известные уроженцы
- Акмулла, Мифтахетдин (14 декабря 1831 — 8 октября 1895) — башкирский, казахский и татарский поэт-просветитель, поэт-философ, поэт-мыслитель, крупнейший представитель башкирской поэзии XIX века, оказал воздействие на всю дальнейшую национальную башкирскую, татарскую и казахскую литературу, его творчество широко известно среди туркмен, каракалпаков и других тюркоязычных народов[17][18][19].
- Разяпов, Шифа Гарифуллович ( 15 января 1925 — 1 октября 2011) — тракторист колхоза «Башкортостан» Миякинского района БАССР, участник Великой Отечественной войны, Герой Социалистического Труда (1966)[20][21].
- Тухват Янаби (14 февраля 1894 — 10 июля 1938) — башкирский советский поэт, писатель и общественный деятель[22].

## Достопримечательности
- Музей Мифтахетдина Акмуллы — филиал Национального литературного музея, в деревне Туксанбаево, освещает жизнь и деятельность талантливого уроженца края, классика башкирской и татарской поэзии Мифтахетдина Акмуллы[23][24].